# Henricus Mollerus
Henricus Mollerus (latinisering av Heinrich Möller), född 1528, död 1567, var en tysk humanist och poet. 
Han anställdes 1554 som svensk hovpoet av Gustav Vasa. Han författade hyllningsdikter på latin. Bland annat var det hans uppgift att dikta om Gustav Vasas döttrars positiva egenskaper inför potentiella friare. 